# Ryan Seaberg
Ryan William Seaberg (Pittsburgh, 12 agosto 1994) è un ex giocatore di football americano statunitense che ha giocato come defensive lineman.